# Nyctiophylax althaia
Nyctiophylax althaia är en nattsländeart som beskrevs av Malicky och Chantaramongkol 1997. Nyctiophylax althaia ingår i släktet Nyctiophylax och familjen fångstnätnattsländor. Inga underarter finns listade i Catalogue of Life.